# Natação no Campeonato Europeu de Esportes Aquáticos de 2016 - 200 m borboleta feminino
A prova dos 200 metros borboleta feminino da natação no Campeonato Europeu de Esportes Aquáticos de 2016 ocorreu nos dias 21 e 22 de maio em Londres, no Reino Unido. 

## Calendário
| Fase          | Data       | Hora  |
| ------------- | ---------- | ----- |
| Eliminatórias | 21 de maio | 09:23 |
| Semifinal     | 21 de maio | 17:25 |
| Final         | 22 de maio | 16:25 |

Todos os horários estão no horário local (UTC+0)

## Recordes
Antes desta competição, os recordes eram os seguintes:
| Recorde mundial       | Liu Zige        | 2:01.81 | Jinan  | 20 de outubro de 2009 |
| Recorde europeu       | Katinka Hosszú  | 2:04.27 | Roma   | 29 de julho de 2009   |
| Recorde do campeonato | Mireia Belmonte | 2:04.79 | Berlim | 24 de agosto de 2014  |

## Medalhistas
| Ouro                   | Prata                  | Bronze                       |
| Franziska Hentke (GER) | Liliána Szilágyi (HUN) | Judit Ignacio Sorribes (ESP) |

## Resultados

### Eliminatórias
Esses foram os resultados das eliminatórias. 
| Pos. | Bateria | Raia | Nadadora               | Nacionalidade | Tempo   | Notas |
| ---- | ------- | ---- | ---------------------- | ------------- | ------- | ----- |
| 1    | 2       | 4    | Mireia Belmonte        | Espanha       | 2:09.70 | Q     |
| 2    | 1       | 4    | Liliána Szilágyi       | Hungria       | 2:09.89 | Q     |
| 3    | 2       | 6    | Martina van Berkel     | Suíça         | 2:09.95 | Q     |
| 4    | 3       | 4    | Franziska Hentke       | Alemanha      | 2:10.13 | Q     |
| 5    | 3       | 6    | Stefania Pirozzi       | Itália        | 2:10.20 | Q     |
| 6    | 3       | 5    | Zsuzsanna Jakabos      | Hungria       | 2:10.21 | Q     |
| 7    | 2       | 3    | Judit Ignacio Sorribes | Espanha       | 2:10.29 | Q     |
| 8    | 1       | 8    | Nida Üstündağ          | Turquia       | 2:10.34 | Q     |
| 9    | 1       | 5    | Alessia Polieri        | Itália        | 2:10.37 | Q     |
| 10   | 2       | 5    | Anja Klinar            | Eslovênia     | 2:10.83 | Q     |
| 11   | 1       | 3    | Aimee Willmott         | Reino Unido   | 2:11.32 | Q     |
| 12   | 2       | 2    | Ana Monteiro           | Portugal      | 2:11.85 | Q     |
| 13   | 3       | 3    | Hannah Miley           | Reino Unido   | 2:11.94 | Q     |
| 14   | 2       | 7    | Julia Mrozinski        | Alemanha      | 2:12.03 | Q     |
| 15   | 3       | 1    | Keren Siebner          | Israel        | 2:12.96 | Q     |
| 16   | 2       | 1    | Barbora Závadová       | Chéquia       | 2:13.25 | Q     |
| 17   | 3       | 2    | Dalma Sebestyén        | Hungria       | 2:13.31 |       |
| 18   | 3       | 7    | Ilaria Cusinato        | Itália        | 2:13.41 |       |
| 19   | 3       | 8    | Anna Ntountounaki      | Grécia        | 2:13.44 |       |
| 20   | 1       | 6    | Marie Wattel           | França        | 2:14.06 |       |
| 21   | 1       | 1    | Lisa Höpink            | Alemanha      | 2:14.50 |       |
| 22   | 2       | 8    | Victoria Kaminskaya    | Portugal      | 2:15.62 |       |
| 23   | 3       | 0    | Claudia Hufnagl        | Áustria       | 2:15.64 |       |
| 24   | 1       | 7    | Danielle Villars       | Suíça         | 2:16.69 |       |
| 25   | 2       | 0    | Fantine Lesaffre       | França        | 2:19.24 |       |
| 26   | 1       | 0    | Tereza Horáková        | Chéquia       | 2:23.47 |       |
| 27   | 3       | 9    | Noel Borshi            | Albânia       | 2:23.70 |       |
| 28   | 1       | 2    | Laura Stephens         | Reino Unido   | DNS     | DNS   |

### Semifinal
Esses foram os resultados das semifinais. 
Semifinal 1
| Pos. | Raia | Nadadora          | Nacionalidade | Tempo   | Notas |
| ---- | ---- | ----------------- | ------------- | ------- | ----- |
| 1    | 4    | Liliána Szilágyi  | Hungria       | 2:08.63 | Q     |
| 2    | 5    | Franziska Hentke  | Alemanha      | 2:08.74 | Q     |
| 3    | 3    | Zsuzsanna Jakabos | Hungria       | 2:08.80 | Q     |
| 4    | 2    | Anja Klinar       | Eslovênia     | 2:09.14 | Q     |
| 5    | 6    | Nida Üstündağ     | Turquia       | 2:10.23 |       |
| 6    | 7    | Ana Monteiro      | Portugal      | 2:11.83 |       |
| 7    | 8    | Barbora Závadová  | Chéquia       | 2:12.45 |       |
| 8    | 1    | Julia Mrozinski   | Alemanha      | 2:13.39 |       |

Semifinal 2
| Pos. | Raia | Nadadora               | Nacionalidade | Tempo   | Notas |
| ---- | ---- | ---------------------- | ------------- | ------- | ----- |
| 1    | 2    | Alessia Polieri        | Itália        | 2:07.49 | Q     |
| 2    | 6    | Judit Ignacio Sorribes | Espanha       | 2:08.76 | Q     |
| 3    | 5    | Martina van Berkel     | Suíça         | 2:09.40 | Q     |
| 4    | 3    | Stefania Pirozzi       | Itália        | 2:10.11 | Q     |
| 5    | 7    | Aimee Willmott         | Reino Unido   | 2:10.22 |       |
| 6    | 1    | Hannah Miley           | Reino Unido   | 2:10.56 |       |
| 7    | 4    | Mireia Belmonte        | Espanha       | 2:10.78 |       |
| 8    | 8    | Keren Siebner          | Israel        | 2:11.04 |       |

### Final
Esse foi o resultado da final. 
| Pos.              | Raia | Nadadora               | Nacionalidade | Tempo   | Notas |
| ----------------- | ---- | ---------------------- | ------------- | ------- | ----- |
| Medalha de ouro   | 3    | Franziska Hentke       | Alemanha      | 2:07.23 |       |
| Medalha de prata  | 5    | Liliána Szilágyi       | Hungria       | 2:07.24 |       |
| Medalha de bronze | 6    | Judit Ignacio Sorribes | Espanha       | 2:07.52 |       |
| 4                 | 2    | Zsuzsanna Jakabos      | Hungria       | 2:07.75 |       |
| 5                 | 4    | Alessia Polieri        | Itália        | 2:08.34 |       |
| 6                 | 7    | Anja Klinar            | Eslovênia     | 2:09.57 |       |
| 7                 | 8    | Stefania Pirozzi       | Itália        | 2:09.92 |       |
| 8                 | 1    | Martina van Berkel     | Suíça         | 2:10.36 |       |

Legenda
| Recorde mundial       | Recorde mundial (World record)               |                       | Recorde africano                      | Recorde africano (African) |                                           | Q | Classificado por posição (Qualified) |
| Recorde do campeonato | Recorde do campeonato (Championship record)  | Recorde da América    | Recorde da América (Americas)         | q                          | Classificado por melhor tempo (Qualified) |   |                                      |
| Melhor marca do ano   | Melhor marca do ano (World leading)          | Recorde asiático      | Recorde asiático (Asian)              | DNS                        | Não largou (Did not start)                |   |                                      |
| Recorde nacional      | Recorde nacional (National record)           | Recorde europeu       | Recorde europeu (European)            | DNF                        | Não terminou (Did not finish)             |   |                                      |
| Recorde pessoal       | Recorde pessoal do atleta (Personal best)    | Recorde da Oceania    | Recorde da Oceania (Oceania)          | DSQ / DQ                   | Desclassificado (Disqualified)            |   |                                      |
| Recorde da temporada  | Recorde da temporada do atleta (Season best) | Recorde sul-americano | Recorde sul-americano (South America) | NM                         | Sem marca (No mark)                       |   |                                      |